# Kauterizace
Kauterizace je označení pro proces scelování ran pálením (elektrokauterizace, elektrokoagulace) nebo pro proces destrukce tkáně pomocí nízkých teplot (kryokauterizace).

## Elektrokauterizace
V minulosti se kauterizace používala k zastavení krvácení při amputacích. K výkonu se používal nažhavený kus železa, který se přikládal ke krvácející tkáni. V dnešní době se kauterizace vykonává pomocí elektrického proudu (elektrokauterizace) či pomocí chemikálií.
Tento postup se používá při častém krvácení (epistaxi) z dutiny nosní. Procedura se pro vysokou bolestivost provádí při lokálním umrtvení tkáně.
V současné době se ke kauterizaci používá elektrokoagulační nůž s názvem kauter. Tento tepelný chirurgický nebo stomatochirurgický nástroj se používá běžně po extrakci zubu u osob se zvýšenou krvácivostí (nedostatkem krevních destiček) a dále často tam, kde se chce lékař vyhnout šití či další sanaci krvácející rány. Použití kauteru musí předcházet lokální anestezie preparovaného místa či analgosedace nebo narkóza. Bez anestezie je jeho použití mimořádně bolestivé.

## Kryokauterizace
Při kryokauterizaci dochází prostřednictvím působení nízkých teplot ke zničení (kryodesktrukci) dané tkáně (používá se u některých nádorů nebo bradavic).